# Miss Bala (2019)
Miss Bala (bra/prt: Miss Bala) é um filme de ação de suspense de 2019 dirigido por Catherine Hardwicke e escrito por Gareth Dunnet-Alcocer, baseado no filme mexicano de 2011 com o mesmo nome. O filme é estrelado por Gina Rodriguez, Ismael Cruz Córdova e Anthony Mackie, e segue uma mulher que treina para derrubar um cartel de drogas mexicano após sua amiga ser sequestrada.
O filme foi lançado nos Estados Unidos no dia 1º de fevereiro de 2019, pela Columbia Pictures, no Dolby Cinema. O filme foi um fracasso de bilheteria, arrecadando $15.4 milhões em todo o mundo, contra um orçamento de produção de $15 milhões. Embora o desempenho de Rodriguez tenha recebido alguns elogios, os críticos compararam o filme desfavoravelmente ao original, dizendo que sofria de "ação branda e batidas de história previsíveis".

## Enredo
Gloria Fuentes é uma maquiadora latino-americana de Los Angeles que faz uma viagem para visitar sua melhor amiga Suzu em Tijuana, no México.
Quando a dupla for a uma boate local, Suzu planeja impressionar o chefe de polícia local, Saucedo, a fim de aumentar suas chances de estar no próximo concurso de beleza Miss Baja California. Quando Gloria vai ao banheiro, pistoleiros armados invadem as aberturas e tentam sequestrar Gloria de sua baia, mas ela consegue escapar enquanto eles atiram no clube. O caos segue quando Gloria é separada de Suzu. Na manhã seguinte, Glória não consegue entrar em contato com Suzu e decide pegar carona com um policial para tentar encontrar sua amiga. Ela informa ao policial que tem informações sobre os homens que atacaram o clube, e o policial concorda em levá-la à delegacia para interrogatório. Em vez disso, ele dirige até uma área remota e sai do carro, quando Gloria é levada por membros do Los Estrellas, o cartel por trás do ataque.
Os sequestradores a levam para sua sede, onde Lino, chefe do Los Estrellas, concorda em ajudá-la a encontrar Suzu se ela concordar em trabalhar para eles, já que sua cidadania americana a torna útil. Gloria reluta, mas acaba concordando. Seu primeiro trabalho é entrar em um carro e estacionar na esquina de um prédio. Gloria o faz, e quando ela sai do carro e se junta aos homens de Lino no topo de uma colina, eles detonam uma bomba presa ao carro e incineram o prédio. Gloria mais tarde descobre que o prédio era na verdade um esconderijo da Drug Enforcement Administration (DEA) contendo três agentes encarregados de monitorar as operações do cartel.
Lino então registrou Gloria como concorrente no concurso de Miss Baja; durante o ensaio, ela tenta escapar pelo banheiro, apenas para ser interceptada e presa por um agente sênior da DEA, Brian Reich, que suspeita de seu envolvimento no atentado. Ele a liberta da custódia, mas somente depois que ela concorda em se tornar uma informante. Brian coloca um chip de rastreamento no celular dela e a manda de volta para Los Estrellas.
Gloria retorna ao apartamento de Suzu e encontra Lino lá. Ele dá a ela outro trabalho: dirigir para San Diego com dinheiro e drogas escondidos em seu carro. Ao cruzar a fronteira, Gloria recebe um arsenal de armas para levar ao México por Jimmy, um traficante de armas, que ela é instruída a entregar em um grande estacionamento. Gloria informa Brian sobre o encontro no estacionamento, e ele promete colocá-la em segurança. Enquanto Gloria faz a transferência, a polícia local aparece sob o comando de Brian e um tiroteio começa. Gloria corre para um portão próximo esperando que Brian a resgate, mas logo percebe que ele mentiu e não tinha intenção de ajudá-la. Vendo Gloria perdida no meio do tiroteio, Lino corre para o lado dela apenas para levar um tiro na perna. Após um momento de hesitação, Gloria ajuda Lino a se levantar e foge com ele em seu carro enquanto seus homens detêm a polícia. Brian é fatalmente baleado no tiroteio.
A gangue recua para um complexo fortificado, onde Gloria conhece uma mulher chamada Isabella. Isabella explica que também foi ameaçada para ingressar no Los Estrellas e tem uma tatuagem especial que a marca como propriedade deles. Quando Gloria fica sabendo que Lino ordenou uma inspeção nos telefones de todos para encontrar uma toupeira no grupo, ela coloca seu chip de rastreamento em outro telefone. Lino leva Gloria em um passeio para conhecer alguns de seus parentes, e eles passam um tempo juntos enquanto Lino compartilha seu sonho de viver uma vida simples no campo. Ele também treina Gloria em táticas de combate e como manusear armas. Quando eles voltam para o complexo, a gangue informa Lino que eles encontraram a toupeira. Para seu horror, Gloria descobre que colocou o chip no telefone de Isabella. Lino a executa na hora e, no dia seguinte, Gloria o ataca com raiva.
Apesar da discussão, Lino pede a Glória que o ajude a assassinar Saucedo, que se tornou uma ameaça ao seu negócio; para motivá-la, ele mostra a ela um vídeo de Suzu sendo leiloada para vários compradores, que revela que ela foi forçada à prostituição após ser sequestrada na boate. Glória concorda em participar do concurso e vence (depois que Lino suborna os jurados), ganhando um convite para uma festa pós-festa na casa de praia de Saucedo. Na festa, ela concorda em passar a noite com Saucedo, garantindo que Lino saiba onde encontrá-lo. Ela também encontra Suzu e descobre que tem uma tatuagem na mão, idêntica à de Isabella. Gloria finalmente junta as peças: Lino foi quem vendeu Suzu para a prostituição.
Enquanto Glória segue Saucedo até seu quarto, ela escreve em um][cartão-postal]] que Lino vai matá-lo. Saucedo a força sob a mira de uma arma a se esconder e foge, assim que Los Estrellas começa o ataque. Gloria rouba um rifle de assalto de um soldado ferido e vai encontrar Suzu. Ela atira na perna de Saucedo ao vê-lo segurando Suzu como escudo humano, mas então Lino o mata e agradece a ajuda de Glória. Gloria aponta sua arma para Lino, confessando que sabe que ele a está manipulando. Lino tenta barganhar com Gloria, mas ela o mata.
As duas mulheres são logo presas quando a polícia chega na festa. Gloria é levada para uma sala de interrogatório; para seu choque, seu interrogador é Jimmy, que explica que ele é na verdade um agente secreto da Agência Central de Inteligência (CIA) que trabalha para desmantelar Los Estrellas e outros cartéis mexicanos envolvidos no crime organizado internacional. Gloria faz um acordo com ele para pegar Suzu e limpar todas as acusações: ela trabalhará como um recurso da CIA para se infiltrar nos cartéis. Ela leva Suzu de volta para sua família e depois parte com Jimmy.

## Elenco
- Gina Rodriguez como Gloria Fuentes, uma maquiadora de Los Angeles.
- Ismael Cruz Córdova como Lino Esparza, o chefe de Las Estrellas, uma gangue de Tijuana.
- Matt Lauria como Brian Reich, um oficial da DEA.
- Ricardo Abarca como Pollo, principal capanga de Lino.
- Cristina Rodlo como Suzu Ramós, a melhor amiga de Gloria que mora em Tijuana e concorrente do concurso Miss Baja California.
- Sebastián Cano como Chava Ramós, irmão mais novo de Suzu que mora com ela.
- Damián Alcázar como Rafael Saucedo, chefe da polícia de Tijuana.
- Anthony Mackie como Jimmy, um gangster de San Diego, que é secretamente um agente da CIA.
- Aislinn Derbez como Isabel, uma mulher sequestrada por Las Estrellas.
- Lilian Guadalupe Tapia Robles como Doña Rosita, uma mulher que trabalha para Las Estrellas.
- Erick Rene Delgadillo Urbina como Tucán, o capanga de Lino.
- Mikhail Plata como Chivo, o capanga de Lino.
- Jorge Humberto Millan Mardueño como Ortiz, capanga de Lino.
- Thomas Dekker como Justin, o chefe de Gloria em Los Angeles.
- José Sefami como Don Ramon, um homem que trabalha para Rafael Saucedo.
- Gaby Orihuela como coordenadora do concurso de Miss Baja California.
- Roberto Sosa como o policial que trabalha secretamente para Las Estrellas.

## Produção
Em abril de 2017, foi anunciado que Catherine Hardwicke dirigiria o filme, a partir de um roteiro de Gareth Dunnet-Alcocer, com Kevin Misher e Pablo Cruz produzindo o filme, com Andy Berman como produtor executivo do filme. Em maio de 2017, Gina Rodriguez e Ismael Cruz Córdova integraram o elenco do filme..  Em julho de 2017, Matt Lauria, Cristina Rodlo e Aislinn Derbez se juntaram ao elenco do filme. Anthony Mackie mais tarde se juntou ao elenco do filme. O elenco e a equipe técnica seriam 95 por cento latinos. Sony supostamente gastou $15 milhões na produção do filme.

## Lançamento
O filme foi lançado nos Estados Unidos em 1º de fevereiro de 2019, após ter sido previamente agendado para 25 de janeiro de 2019. Foi lançado no Reino Unido em 8 de fevereiro de 2019.

## Recepção

### Bilheteria
Miss Bala arrecadou $15 milhões nos Estados Unidos e Canadá e $173.237 em outros territórios, com uma receita bruta mundial de $15.2 milhões, contra um orçamento de produção de $15 milhões.
Nos Estados Unidos e Canadá, Miss Bala foi projetada para arrecadar $6–9 milhões em 2.203 cinemas em seu fim de semana de estreia. Ele arrecadou $2.8 milhões em seu primeiro dia, incluindo $650.000 em prévias de quinta-feira à noite. Ele estreou para $6.7 milhões, terminando em terceiro na bilheteria. Deadline Hollywood escreveu que, dado seu orçamento de produção de $15 milhões, uma estréia de $10-12 milhões teria sido um começo ideal para que o filme desse lucro. Caiu 60% em seu segundo fim de semana para US $ 2,7 milhões, terminando em 10º.

### Resposta crítica
No Rotten Tomatoes, o filme tem um índice de aprovação de 22% com base em 105 resenhas, com uma classificação média de 4.59/10. O consenso crítico do site diz: " Miss Bala sugere que Gina Rodriguez tem um futuro como heroína de ação; infelizmente, também demonstra como é difícil equilibrar peças paradas com uma história convincente." No Metacritic, o filme tem uma pontuação média ponderada de 41 de 100, com base em 30 críticos, indicando "críticas mistas ou médias". O público entrevistado pela CinemaScore deu ao filme uma nota média de "B" em uma escala de A+ a F, enquanto os da PostTrak deu uma média de 3,5 de 5 estrelas; O monitor de mídia social RelishMix observou que as respostas online ao filme foram "mistas para negativas".
Richard Roeper, ao escrever para o Chicago Sun-Times, criticou o filme, dizendo que o filme de Gina Rodriguez é um dos primeiros candidatos a um lugar na sua lista dos piores filmes de 2019."